# Sheshan
Sheshan (chiń. 佘山站) – stacja początkowa metra w Szanghaju, na linii 9. Zlokalizowana jest pomiędzy stacjami Dongjing i Sijing. Została otwarta 29 grudnia 2007.